# Шкала Джадада
Шкала Джадада, іноді відома як оцінка Джадада або Оксфордська система оцінки якості, є процедурою незалежної оцінки методологічної якості клінічного дослідження. Вона названа на честь колумбійського лікаря Алекса Джадада, який у 1996 році описав систему для оцінки таких досліджень за шкалою від нуля (дуже погано) до п'яти (найнадійніше). Це найпоширеніша така оцінка у світі, і станом на 2019 рік робота, в якій вона була описана, цитується у понад 15 000 наукових працях.

## Опис
Шкала Джадада незалежно оцінює методологічну якість клінічного дослідження, оцінюючи ефективність засліплення . Алехандро "Алекс" Джадад Бечара, колумбійський лікар, який працював науковим співробітником у Оксфордському відділі знеболення відділу анестезії в Наффілді в Оксфордському університеті, описав розподіл досліджень за шкалою від нуля (дуже погано) до п'яти (найнадійніше)  у додатку до статті 1996 року. У книзі 2007 року Джадад описав рандомізоване контрольоване дослідження як "одну з найпростіших, найпотужніших і революційних форм дослідження".

## Передумови
Клінічні дослідження проводяться з метою збору даних про ефективність медичних методів лікування. Лікуванням може бути, наприклад, новий лікарський засіб, медичний пристрій, хірургічна процедура або профілактичний режим. Протоколи клінічних досліджень значно різняться залежно від характеру досліджуваного лікування, але, як правило, в контрольованому дослідженні дослідники збирають групу добровольців і піддають одних пробному лікуванню, а іншим для порівняння не надають ніякого лікування (відоме як плацебо ), або застосовують інший усталений метод. Після визначеного періоду часу пацієнти в досліджуваній групі оцінюються щодо покращення стану здоров’я порівняно з контрольною групою.
Однак випробування можуть сильно відрізнятися за якістю. Методологічні помилки, такі як погане засліплення або погана рандомізація, дозволяють таким факторам, як ефект плацебо чи упередженість вибору, негативно впливати на результати дослідження.

### Рандомізація
Рандомізація - це процес направлений на усунення можливих спотворень статистичних результатів, що виникають внаслідок способу проведення досліджень, зокрема при виборі суб'єктів. Наприклад, дослідження показали, що нерандомізовані дослідження частіше дають позитивний результат на користь нового лікування, ніж для усталеного.

### Засліплення
Важливість наукового контролю для обмеження факторів, що перевіряються, добре встановлена. Однак важливо також, щоб жоден із тих, хто бере участь у клінічному дослідженні, будь то дослідник, пацієнт, що бере участь у дослідженні, або будь-яка інша залучена сторона, не дозволяла своїм власним попереднім очікуванням впливати на звітування про результати. Відомо, що ефект плацебо є суперечливим фактором у випробуваннях, що впливає на здатність як пацієнтів, так і лікарів точно повідомляти про клінічний результат. Експериментальне засліплення - це процес запобігання упередженню, як свідомому, так і підсвідомому, що спотворює результати.
Засліплення часто полягає у застосуванні плацебо, неактивного муляжу, який неможливо відрізнити від реального лікування. Однак засліплення може бути важкодосяжним в деяких дослідженнях, наприклад, при вивченні  хірургічного втручання або фізіотерапії . Погане засліплення може призвести до перебільшення ефекту лікування, особливо якщо такі ефекти незначні. Засліплення повинне відповідати дослідженню, а в ідеалі має бути подвійним, коли ані пацієнт, не знає, чи  перебувають він у контрольній або у тестовій групі, ані лікар не знає, з пацієнтом якої групи він має справу. Все це має усувати будь-які психологічні ефекти з дослідження.

### Вилучення та вибуття
Вилучення та вибуття - це ті пацієнти, які не змогли пройти курс лікування у повному обсязі або не повідомили дослідникам про його результат. Причини для цього можуть бути різними: особи могли переїхати, відмовитись від курсу лікування або померти. Якою б не була причина, втрата даних може спотворити результати дослідження, особливо щодо тих суб'єктів, які припинили лікування через усвідомлення його неефективності. Наприклад, у дослідженнях методів відмови від куріння прийнято розглядати всі випадки відмови від курсу як нерезультативні для відповідного методу.

## Опитувальник Джадада
Основу для шкали Джадада складає анкета з трьох запитань. На кожне запитання слід відповісти "так" чи "ні". Кожне "так" додає бал, кожне "ні" - нічого не додає; не повинно бути дробових оцінок. Джадад із співавт. стверджує, що оцінка будь-якої статті займає не більше десяти хвилин.
1. "Чи описується дослідження як рандомізоване?"
2. "Чи було дослідження описано як подвійне сліпе (з подвійним засліпленням)?"
3. "Чи був у дослідженні опис вилучень та вибуттів?

Щоб отримати відповідний бал, у статті має бути описана кількість вилучень та вибуттів у кожній з досліджуваних груп та їх основні причини.
Додаткові бали надаються, якщо: "Метод рандомізації був описаний у роботі, і цей метод був відповідним". або "Метод засліплення був описаний, і він був відповідним".
Бали мають відніматися, якщо: "Був описаний метод рандомізації, але він був невідповідним", або "Метод засліплення описаний, але був невідповідним".
Отже, клінічне дослідження може отримати оцінку за шкалою Джадада від нуля до п’яти. Шкала Джадада іноді описується як п’ятибальна, хоча містить лише три запитання.

## Використання
Шкала Джадада може бути використана для наступних цілей:
1. Оцінка загальної якості медичних досліджень у певній галузі.[8][9][10]
2. Встановлення мінімального стандарту для включення результатів статті в мета-аналіз. Наприклад, дослідник, який проводить систематичний огляд, може вирішити виключити всі статті з даної теми з оцінкою за шкалою Джадада 3 або менше.[11]
3. Критичний аналіз окремої статті.

## Критика
Критики стверджують, що шкала Джадада є хибною, занадто спрощеною і робить занадто великий акцент на засліпленні  і може демонструвати низьку узгодженість між різними оцінювачами. Крім того, вона не враховує приховування розподілу, яке розглядається Кокранівською колаборацією як головний принцип для уникнення упередженості.